# Милехино (Кемеровская область)
Миле́хино — деревня в Мариинском районе Кемеровской области. Входит в состав Николаевского сельского поселения.

## География
Центральная часть населённого пункта расположена на высоте 133 метров над уровнем моря.

## Население
По данным Всероссийской переписи населения 2010 года, в деревне Милехино проживает 80 человек (39 мужчин, 41 женщина).